# Mesosemia esmeralda
Espèce
Mesosemia esmeralda est une espèce d'insectes lépidoptères (papillons) appartenant à la famille des Riodinidae et au genre Mesosemia.

## Dénomination
Mesosemia esmeralda a été décrit par Jean-Yves Gallard et Christian Brévignon en 1989

## Écologie et distribution
Mesosemia esmeralda n'est présent qu'en Guyane.